# Aleksander Markovič Poljakov
Aleksander Markovič Poljakov [aleksánder márkovič poljákov] (rusko Алекса́ндр Ма́ркович Поляко́в), ruski fizik, * 27. september 1945, Moskva, Sovjetska zveza (sedaj Rusija).
Poljakov je do leta 1989 delal na Landaujevem inštitutu za teoretično fiziko v Černogolovki, kjer je tudi doktoriral, trenutno pa je na Univerzi Princeton.

## Življenje in delo
Članek Spontani zlom simetrije močne interakcije in odsotnost brezmasnih delcev, ki ga je napisal skupaj z Migdalom zgodaj leta 1964 preden je izšel znani Higgsov članek. Oba mlada znanstvenika sta dejansko odkrila Higgsov mehanizem, ki ga je leta 1971 't Hooft imenoval po Higgsu. Njun članek je bil objavljen šele leta 1966 v reviji Journal of Experimental and Theoretical Physics. Članka tudi nista mogla drugače predstaviti na nobenem seminarju.
Raziskuje v kvantni teoriji polja, kjer je raziskoval monopol 't Hooft-Poljakova v neabelovski umeritveni teoriji, neodvisno od 't Hoofta kot posebno vrsto topološkega solitona, podobnega magnetnemu monopolu brez singularnosti. Njegov članek Neskončna konformna simetrija v dvorazsežni teoriji kvantnega polja (Infinite conformal symmetry in two-dimensional quantum field theory) iz leta 1984, ki ga je napisal skupaj z Belavinom in Zamolodčikovom, je postal klasika teoretične fizike.
Njegova formulacija teorije strun s kovariantnim Feynmanovim integralom je imela globok in dolgotrajen vpliv na pojmovno in matematično razumevanje teorije. Pomembno je prispeval k pojmovnemu okvirju renormalizacije neodvisno od z Nobelovo nagrado leta 1982 nagrajenim delom Wilsona. Oblikoval je prve zamisli v dualnosti umeritvenih in strunskih teorij veliko pred nastankom korespondence AdS/CFT z D-branami. Pomembne so tudi njegove pronicljive domneve, ki so jih leta kasneje obravnavali drugi raziskovalci, o integrabilnosti umeritvenih in strunskih teorij ter zamisli o turbulenci.
Poljakov je sodeloval z Gribovom, enim od glavnih pobudnikov znane leningrajske fizikalne šole.
Od leta 1984 je dopisni član Ruske akademije znanosti (RAN) in od leta 2005 Ameriške nacionalne akademije znanosti (NAS).

## Priznanja

### Nagrade
Poljakov je leta 1986 prejel Diracovo medaljo in Heinemanovo nagrado za matematično fiziko, leta 1994 Lorentzovo medaljo, leta 1996 medaljo Oskarja Kleina in leta 2004 skupaj z Andrejevim Pomerančukovo nagrado za teoretično fiziko.